# Municipio de Franklin (condado de Coshocton)
El municipio de Franklin (en inglés: Franklin Township) es un municipio ubicado en el condado de Coshocton en el estado estadounidense de Ohio. En el año 2010 tenía una población de 1229 habitantes y una densidad poblacional de 18,92 personas por km².

## Geografía
El municipio de Franklin se encuentra ubicado en las coordenadas 40°11′20″N 81°51′5″O / 40.18889, -81.85139. Según la Oficina del Censo de los Estados Unidos, el municipio tiene una superficie total de 64.95 km², de la cual 63,14 km² corresponden a tierra firme y (2,79 %) 1,81 km² es agua.

## Demografía
Según el censo de 2010, había 1229 personas residiendo en el municipio de Franklin. La densidad de población era de 18,92 hab./km². De los 1229 habitantes, el municipio de Franklin estaba compuesto por el 99,51 % blancos, el 0,16 % eran asiáticos, el 0,08 % eran de otras razas y el 0,24 % eran de una mezcla de razas. Del total de la población el 0,08 % eran hispanos o latinos de cualquier raza.